# Гранд Елена
Танкер-газовоз «Гранд Елена» был построен на верфях «Мицубиси Хеви Индастриз» в японском городе Нагасаки для совместного японско-российского предприятия «Ниппон Юсен кабусикигайся» и российской судоходной компании ОАО «Совкомфлот». Танкер «Гранд Елена» был разработан для эксплуатации в условиях низких температур с целью круглогодичной навигации с Сахалина. Он зафрактован компанией «Сахалин Энерджи» на долгосрочной основе и используется для транспортировки СПГ потребителям Азиатско-Тихоокеанского региона. Этот танкер ледового класса имеет грузовместимость около 145 тыс. м³ сжиженного природного газа. Церемония присвоения имени судну прошла в Нагасаки в октябре 2007 года, на этой же церемонии своё имя получило и судно-близнец «Гранд Елены» — «Гранд Анива».

## Общие сведения
- Место постройки:  Нагасаки, Япония
- Год постройки: октябрь 2007
- Номер ИМО: 9332054
- Флаг регистрации:  Кипр
- Порт приписки: Лимасол
- Ледовый класс, специальная подготовка к зимней навигации
- Дедвейт (в тоннах): 74 139

- Водоизмещение:
  - по грузовую марку — 122 239
  - порожнем — 36 671

- Эксплуатационная скорость (в узлах): 19,5
- Экипаж (человек): 40

- Вместимость:
  - валовая — 145 000
  - чистая — 36 671

- Класс судна: +100A1 2G
- Назначение судна: транспортировка СПГ

## Основные размерения
- Длина (в метрах):
  - Наибольшая — 288
  - между перпендикулярами — 274
- Ширина:
  - Наибольшая — 49
- Высота борта (в метрах): 60,58
- Осадка (в метрах): 11,4

## Механизмы
- Главный двигатель: паровая турбина мощностью 32 090 л.с.

## Грузовая спецификация
- Грузовые танки:
  - количество (единиц) — 4
  - вместимость (98 %) — 145 580,954
- Тип корпуса: Двойной
- Кол-во сортов грузов, перевозимых одновременно: 1
- Тип танков: Сферические
- Допустимая температура (в градусах Цельсия): −163